# Rozwozin (gmina)
Rozwozin – dawna gmina wiejska istniejąca do 1954 roku w woj. warszawskim. Nazwa gminy pochodzi od wsi Rozwozin, lecz siedzibą władz gminy były: za II RP – Raczyny, a po wojnie – Lubowidz.
W okresie międzywojennym gmina Rozwozin należała do powiatu mławskiego w woj. warszawskim. Była to najdalej na zachód wysunięta gmina powiatu mławskiego, z dala od jego siedziby, Mławy. Po wojnie gmina zachowała przynależność administracyjną. Według stanu z 1 lipca 1952 roku gmina składała się z 25 gromad.
Gminę zniesiono 29 września 1954 roku wraz z reformą wprowadzającą gromady w miejsce gmin. Jednostki nie przywrócono 1 stycznia 1973 roku po reaktywowaniu gmin, utworzono natomiast z większej części jej dawnego obszaru dwie nowe gminy – Lutocin i Syberia – w powiecie żuromińskim w tymże województwie.